# 若い力の歌
若い力の歌（わかいちからのうた）は、藤山一郎の楽曲。青年海外協力隊の隊歌である。

## 概要
山田哲作詞、藤田まさと補作詞、古関裕而作曲。
タイトルの「若い力」は、青年海外協力隊の機関紙に由来する。
青年海外協力隊の派遣前訓練期間中にこの歌の練習が行われ、修了式に歌われる。

## 制作の経緯
- 歌詞は、海外技術協力事業団（現在の国際協力機構）が行った一般公募により決定した。
- 日本音楽著作権協会の協力により、藤田まさとが補作詞、古関裕而により作曲が行われた。両氏は、「青年海外協力隊事業こそ、戦後日本人の世界へ向けて良識ある大きな運動だ」と敬意を表していた。
- 1968年3月に行われた第1回帰国隊員報告会にて、藤山一郎の歌唱により発表された。藤山一郎は作曲者である古関裕而の紹介により選ばれた。